# Juan Velasco Alvarado-Sector 9.6
Juan Velasco Alvarado-Sector 9.6 es un caserío peruano ubicado en el distrito de Tambogrande, perteneciente a la provincia y departamento de Piura, al norte del Perú. 

## Ubicación
Juan Velasco Alvarado-Sector 9.6 se ubica al norte de la provincia de Piura, en el distrito de Tambogrande, en el departamento de Piura.

## Demografía
En 2017 Juan Velasco Alvarado-Sector 9.6 tenía una población de 121 habitantes.
| Gráfica de evolución demográfica de Juan Velasco Alvarado-Sector 9.6 entre 1993 y 2017 |
|                                                                                        |
| Fuentes: Población 1993 y 2017                                                         |